# Grzegorz Kryszeń
Grzegorz Kryszeń – polski prawnik, doktor habilitowany nauk prawnych, profesor uczelni w Uniwersytecie w Białymstoku, specjalista w zakresie prawa konstytucyjnego.

## Życiorys
W 1989 na podstawie napisanej pod kierunkiem Zdzisława Jarosza rozprawy pt. Odpowiedzialność reprezentantów w socjalistycznym systemie przedstawicielskim otrzymał na Wydziale Prawa i Administracji Uniwersytetu Warszawskiego stopień naukowy doktora nauk prawnych w zakresie prawa, specjalność: prawo państwowe. Na podstawie dorobku naukowego oraz rozprawy pt. Standardy prawne wolnych wyborów parlamentarnych w 2008 uzyskał na Wydziale Prawa Uniwersytetu w Białymstoku stopień doktora habilitowanego nauk prawnych w zakresie prawa, specjalność: prawo konstytucyjne.
Został profesorem nadzwyczajnym Uniwersytetu w Białymstoku na Wydziale Prawa w Katedrze Prawa Konstytucyjnego i Systemów Politycznych.
Był zatrudniony w Wyższej Szkole Administracji Publicznej im. Stanisława Staszica w Białymstoku w Katedrze Administracji Publicznej oraz na Wydziale Administracji w Siedlcach Uniwersytetu w Białymstoku.